# Zbigniew z Brzezia
Zbigniew z Brzezia herbu Zadora (ur. 1360, zm. 1425) – marszałek wielki koronny 1399-1425, starosta krakowski 1409–1410, dyplomata.
Był bliskim współpracownikiem króla Władysława Jagiełły, w imieniu którego posłował do Zygmunta Luksemburskiego. Był świadkiem pokoju w Raciążku w 1404 roku.
W 1408 roku prowadził posiłki polskie wysłane na wyprawę księcia Witolda przeciwko księstwu moskiewskiemu.
W czasie bitwy pod Grunwaldem dowodził 34 chorągwią marszałkowską. Podpisał pokój toruński 1411 roku. Był sygnatariuszem aktu unii horodelskiej 1413 roku.
Był sygnatariuszem pokoju mełneńskiego 1422 roku.
Syn Przedbora. Ojciec Mikołaja, również marszałka wielkiego koronnego.